# Lyngvrå
Lyngvrå (dansk) eller Lüngerau (tysk) er en landsby beliggende mellem Lindved og Store Vi på den slesvigske midtslette i Sydslesvig i det nordlige Tyskland.
Stednavnet er første gang nævnt 1352. Navnet er sammensat af lyng og vrå. På dansk fandftes tidligere også formen Lyngraa, tilsvarende blev stednavnet på tysk til Lüngerau. Landsbyens sydlige del kaldes for Sønderup (Süderup). Indtil den slesvigske krig 1864 hørte landsbyen under Store Vi Sogn i Vis Herred (Flensborg Amt, Slesvig). I 1974 indgik Lyngvrå sammen med Lindeved, Lille Vi, Linå, Risbrig og Sillerup i den nye Lindeved Kommune (Slesvig-Flensborg kreds).
Der findes store lyng- og skovstrækninger i området. Tæt på landsyben ligger Lindeved Skov. Der er flere små vandstrømme omkring Lyngvrå såsom Vibæk (Wiehebek), der løber vest for byen.
Lyngvrå er genstand i flere lokale folkesagn, f. eks om den faldne krigers ånd, som kom tilbage til sin kæreste for at tage afsked.